# Vòng loại Giải vô địch bóng đá nữ châu Âu 2013 - Bảng 1
Vòng loại Giải vô địch bóng đá nữ châu Âu 2013 - Bảng 1 bao gồm sáu đội tuyển thi đấu.

## Xếp hạng
|  | Đội giành vé dự Giải vô địch bóng đá nữ châu Âu 2013 |
|  | Đội thi đấu vòng play-off                            |

| Đội                  | Tr | T | H | B | BT | BB | HS  | Đ  |
| -------------------- | -- | - | - | - | -- | -- | --- | -- |
| Ý                    | 10 | 9 | 1 | 0 | 35 | 0  | +35 | 28 |
| Nga                  | 10 | 7 | 1 | 2 | 31 | 6  | +25 | 22 |
| Ba Lan               | 10 | 5 | 2 | 3 | 17 | 11 | +6  | 17 |
| Bosna và Hercegovina | 10 | 3 | 1 | 6 | 12 | 21 | −9  | 10 |
| Hy Lạp               | 10 | 0 | 5 | 5 | 7  | 20 | −13 | 5  |
| Bắc Macedonia        | 10 | 0 | 2 | 8 | 5  | 49 | −44 | 2  |

## Kết quả
Giờ thi đấu là UTC+2.
| Bosna và Hercegovina | 0–1      | Ý                  |
| -------------------- | -------- | ------------------ |
|                      | Chi tiết | Parisi 44' (ph.đ.) |

| Ba Lan | 0–2 0–3  | Nga                         |
| ------ | -------- | --------------------------- |
|        | Chi tiết | Morozova 18' · Sochneva 81' |

Trận đấu ban đầu kết thức với tỉ số 0–2 trước khi UEFA xử thắng 3–0 cho Nga.
| Nga                                     | 4–1      | Bosna và Hercegovina |
| --------------------------------------- | -------- | -------------------- |
| Petrova 27', 55' · Shlyapina 80', 90+1' | Chi tiết | Kuliš 54'            |

| Bắc Macedonia | 0–9      | Ý                                                                                         |
| ------------- | -------- | ----------------------------------------------------------------------------------------- |
|               | Chi tiết | Conti 1', 11' · Camporese 18', 72' · Sabatino 31', 34', 79' · Parisi 36' · Gabbiadini 52' |

| Ba Lan                     | 2–0      | Hy Lạp |
| -------------------------- | -------- | ------ |
| Żelazko 45+4' (ph.đ.), 49' | Chi tiết |        |

| Bắc Macedonia | 1–1      | Hy Lạp           |
| ------------- | -------- | ---------------- |
| Andonova 86'  | Chi tiết | Papadopoulou 37' |

| Ý                      | 2–0      | Nga |
| ---------------------- | -------- | --- |
| Conti 10' (ph.đ.), 28' | Chi tiết |     |

| Ba Lan                                       | 4–0      | Bosna và Hercegovina |
| -------------------------------------------- | -------- | -------------------- |
| Żelazko 45+1', 77' · Winczo 82' · Stobba 86' | Chi tiết |                      |

| Bắc Macedonia          | 2–6      | Bosna và Hercegovina                             |
| ---------------------- | -------- | ------------------------------------------------ |
| Salihi 50' · Rochi 78' | Chi tiết | Kršo 17' · Kuliš 33', 36', 60', 76' · Spahić 79' |

| Hy Lạp | 0–4      | Nga                                             |
| ------ | -------- | ----------------------------------------------- |
|        | Chi tiết | Petrova 23', 78' · Sochneva 58' · Terekhova 79' |

| Ba Lan | 0–5      | Ý                                                     |
| ------ | -------- | ----------------------------------------------------- |
|        | Chi tiết | Gabbiadini 25', 63', 82' · Panico 74' · Camporese 77' |

| Bắc Macedonia | 0–3      | Ba Lan                       |
| ------------- | -------- | ---------------------------- |
|               | Chi tiết | Winczo 3', 14' · Żelazko 10' |

| Ý                                 | 2–0      | Hy Lạp |
| --------------------------------- | -------- | ------ |
| Gabbiadini 59' · Domenichetti 83' | Chi tiết |        |

| Hy Lạp               | 2–3      | Bosna và Hercegovina      |
| -------------------- | -------- | ------------------------- |
| Panteliadou 75', 89' | Chi tiết | Kuliš 8', 21' · Murić 60' |

| Nga                                                                        | 8–0      | Bắc Macedonia |
| -------------------------------------------------------------------------- | -------- | ------------- |
| Morozova 14', 68', 82' · Mashina 21', 74', 79' · Pertseva 54' · Medved 87' | Chi tiết |               |

| Hy Lạp         | 1–1      | Ba Lan     |
| -------------- | -------- | ---------- |
| Moskofidou 38' | Chi tiết | Sałata 20' |

| Ý                                           | 4–0      | Bosna và Hercegovina |
| ------------------------------------------- | -------- | -------------------- |
| Panico 14', 74' · Camporese 40' · Conti 46' | Chi tiết |                      |

| Nga | 0–2      | Ý              |
| --- | -------- | -------------- |
|     | Chi tiết | Panico 8', 65' |

| Hy Lạp                      | 2–2      | Bắc Macedonia    |
| --------------------------- | -------- | ---------------- |
| Mitkou 32' · Moskofidou 58' | Chi tiết | Rochi 23', 45+1' |

| Ý                                                                                                | 9–0      | Bắc Macedonia |
| ------------------------------------------------------------------------------------------------ | -------- | ------------- |
| Panico 34', 48', 55' · Manieri 31', 45' · Iannella 54' · Camporese 62' · Sabatino 78' · Tona 78' | Chi tiết |               |

| Nga                                                         | 4–0      | Hy Lạp |
| ----------------------------------------------------------- | -------- | ------ |
| Kostyukova 24' · Suslova 28' · Sochneva 60' · Shlyapina 68' | Chi tiết |        |

| Bosna và Hercegovina | 0–2      | Ba Lan                  |
| -------------------- | -------- | ----------------------- |
|                      | Chi tiết | Żelazko 9', 27' (ph.đ.) |

| Ba Lan                                    | 4–0      | Bắc Macedonia |
| ----------------------------------------- | -------- | ------------- |
| Leśnik 4' · Sałata 35', 51' · Żelazko 67' | Chi tiết |               |

| Bosna và Hercegovina | 0–1      | Nga                  |
| -------------------- | -------- | -------------------- |
|                      | Chi tiết | Morozova 73' (ph.đ.) |

| Bắc Macedonia | 0–6      | Nga                                                        |
| ------------- | -------- | ---------------------------------------------------------- |
|               | Chi tiết | Shlyapina 32', 41', 78' · Mashina 58' · Korovkina 87', 90' |

| Bosna và Hercegovina | 1–1      | Hy Lạp             |
| -------------------- | -------- | ------------------ |
| Šabić 16'            | Chi tiết | Sidira 56' (ph.đ.) |

| Ý          | 1–0      | Ba Lan |
| ---------- | -------- | ------ |
| Panico 86' | Chi tiết |        |

| Hy Lạp | 0–0      | Ý |
| ------ | -------- | - |
|        | Chi tiết |   |

| Bosna và Hercegovina | 1–0      | Bắc Macedonia |
| -------------------- | -------- | ------------- |
| Fetahović 31'        | Chi tiết |               |

| Nga           | 1–1      | Ba Lan        |
| ------------- | -------- | ------------- |
| Korovkina 73' | Chi tiết | Balcerzak 45' |

## Cầu thủ ghi bàn
9 bàn
- Patrizia Panico

7 bàn
- Lidija Kuliš

6 bàn
- Anna Żelazko

5 bàn
| - Elena Morozova - Natalia Shlyapina | - Elisa Camporese - Pamela Conti | - Melania Gabbiadini |

4 bàn
| - Olesya Mashina | - Olga Petrova | - Daniela Sabatino |

3 bàn
| - Sandra Sałata - Agnieszka Winczo | - Gentjana Rochi | - Nelli Korovkina |

2 bàn
| - Vasilikas Moskofidou - Dimitra Panteliadou | - Ekaterina Sochneva - Raffaella Manieri | - Alice Parisi |

1 bàn
| - Patrycja Balcerzak - Donata Leśnik - Marta Stobba - Amela Fetahović - Amela Kršo - Moira Murić - Nejra Šabić | - Alisa Spahić - Maria Mitkou - Anastasia Papadopoulou - Danai-Eleni Sidira - Nataša Andonova - Afrodita Salihi | - Elena Medved - Natalia Pertseva - Elena Terekhova - Giulia Domenichetti - Elisabetta Tona - Sandy Iannella |  |